# West Indies Cricket Team in Indien in der Saison 2021/22
Die Tour des West Indies Cricket Teams nach Indien in der Saison 2021/22 fand vom 6. bis zum 20. Februar 2022 statt. Die internationale Cricket-Tour war Bestandteil der Internationalen Cricket-Saison 2021/22 und umfasste drei One-Day Internationals und drei Twenty20s. Die One-Day Internationals waren Teil der ICC Cricket World Cup Super League 2020–2023. Indien gewann die ODI- und Twenty20-Serie jeweils 3–0.

## Vorgeschichte
Indien spielte zuvor eine Tour in Südafrika, die West Indies die Twenty20-Serie der Tour gegen England. Das letzte Aufeinandertreffen der beiden Mannschaften bei einer Tour fand in der Saison 2019/20 in Indien statt.

## Stadien
Die folgenden Stadien wurden für die Tour als Austragungsort vorgesehen. Ursprünglich waren sechs Austragungsorte geplant, die jedoch auf Grund der Pandemie-Situation auf zwei reduziert wurden.
| Stadion               | Stadt     | Kapazität | Spiele      |
| --------------------- | --------- | --------- | ----------- |
| Narendra Modi Stadium | Ahmedabad | 54.000    | 1. – 3. ODI |
| Eden Gardens          | Kolkata   | 82.000    | 1. – 3. T20 |

## Kaderlisten
Die West Indies benannten ihren ODI-Kader am 26. Januar und ihren Twenty20-Kader am 29. Januar 2022.
Indien benannte seine Kader am 26. Januar 2022.
| ODI | ODI | Twenty20 | Twenty20 |
| Indien | West Indies | Indien | West Indies |
| --- | --- | --- | --- |
| - Rohit Sharma (K) - KL Rahul (VK) - Mayank Agarwal - Ravi Bishnoi - Yuzvendra Chahal - Deepak Chahar - Shikhar Dhawan - Ruturaj Gaikwad - Deepak Hooda - Shreyas Iyer - Avesh Khan - Shahrukh Khan - Ishan Kishan - Virat Kohli - Prasidh Krishna - Rishabh Pant (wk) - Mohammed Siraj - Washington Sundar - Shardul Thakur - Kuldeep Yadav - Suryakumar Yadav | - Kieron Pollard (K) - Fabian Allen - Nkrumah Bonner - Darren Bravo - Shamarh Brooks - Jason Holder - Shai Hope - Akeal Hosein - Alzarri Joseph - Brandon King - Nicholas Pooran - Kemar Roach - Romario Shepherd - Odean Smith - Hayden Walsh Jr. | - Rohit Sharma (K) - KL Rahul (VK) - Ravi Bishnoi - Yuzvendra Chahal - Deepak Chahar - Ruturaj Gaikwad - Deepak Hooda - Shreyas Iyer - Venkatesh Iyer - Avesh Khan - Ishan Kishan - Virat Kohli - Bhuvneshwar Kumar - Rishabh Pant (wk) - Axar Patel - Harshal Patel - Mohammed Siraj - Washington Sundar - Shardul Thakur - Kuldeep Yadav - Suryakumar Yadav | - Kieron Pollard (K) - Nicholas Pooran (VK) - Fabian Allen - Darren Bravo - Roston Chase - Sheldon Cottrell - Dominic Drakes - Jason Holder - Shai Hope - Akeal Hosein - Brandon King - Rovman Powell - Romario Shepherd - Odean Smith - Kyle Mayers - Hayden Walsh Jr. |

## One-Day Internationals

### Erstes ODI in Ahmedabad
| 6. Februar Scorecard | Ahmedabad | West Indies 176 (43-5)       | – | Indien 178-4 (28) |
|                      |           | Indien gewinnt mit 6 Wickets |   |                   |

Indien gewann den Münzwurf und entschied sich als Feldmannschaft zu beginnen. Für die West Indies hatten die Batter zunächst Schwierigkeiten sich zu etablieren. So erzielten Darren Bravo und Nicholas Pooran jeweils 18 Runs, bevor dies Jason Holder gelang. Dieser fand mit Fabian Allen einen Partner, der 29 Runs erreichte. Holder verlor nach einem Half-Century über 57 Runs sein Wicket und kurz darauf endete das Innings im 44. Over mit einer Vorgabe von 177 Runs für Indien. Bester Bowler für Indien waren Yuzvendra Chahal mit 4 Wickets für 49 Runs und Washington Sundar mit 3 Wickets für 30 Runs. Für Indien konnten die Eröffnungs-Batter Rohit Sharma und Ishan Kishan eine Partnerschaft über 84 Runs aufbauen. Sharma verlor sein Wicket nach einem Fifty über 60 Runs, Kishan konnte 28 Runs erreichen. Zum Ende des Innings konnten dann Suryakumar Yadav mit 34* Runs und Deepak Hooda mit 26* Runs die Vorgabe nach 28 Overn einholen. Bester Bowler für die West Indies war Alzarri Joseph mit 2 Wickets für 45 Runs. Als Spieler des Spiels wurde Yuzvendra Chahal ausgezeichnet.

### Zweites ODI in Ahmedabad
| 9. Februar Scorecard | Ahmedabad | Indien 237-9 (50)          | – | West Indies 193 (46) |
|                      |           | Indien gewinnt mit 44 Runs |   |                      |

Die West Indies gewannen den Münzwurf und entschieden sich als Feldmannschaft zu beginnen. Für Indien konnten Eröffnungs-Batter Rishabh Pant und der dritte Schlagmann Virat Kohli jeweils 18 Runs erreichen. Ihnen folgten KL Rahul und Suryakumar Yadav die zusammen eine Partnerschaft über 90 Runs aufbauten. Rahul schied nach 49 Runs aus und wurde durch Washington Sundar gefolgt. Nachdem Yadav ein Half-Century über 64 Runs erreicht hatte, verlor er sein Wicket und wurde durch Deepak Hooda ersetzt. Sundar konnte 24 Runs erzielen, und Hooda 29 Runs, und so endete das Innings mit einer Vorgabe über 238 Runs für die West Indies. Beste Bowler für die West Indies mit jeweils 2 Wickets waren Odean Smith für 29 Runs und Alzarri Joseph für 35 Runs. Für die West Indies begannen Shai Hope und Brandon King. King verlor nach 18 Runs sein Wicket und der nächste Spieler, der sich etablieren konnte, war Shamarh Brooks. Hope schied nach 27 Runs aus und es war Akeal Hosein, der sich als nächster Spieler am Schlag für längere Zeit halten konnte. Brooks verlor sein Wicket nach 44 Runs und Hosein nach 34 Runs. Von en verbliebenen Battern konnte Odean Smith 24 Runs erreichen, was jedoch nicht reichte, um die Vorgabe einzuholen. Vier Over vor Schluss verloren die West Indies das letzte Wicket. Bester Bowler für Indien war Prasidh Krishna mit 4 Wickets für 12 Runs, der auch als Spieler des Spiels ausgezeichnet wurde.

### Drittes ODI in Ahmedabad
| 11. Februar Scorecard | Ahmedabad | Indien 265 | – | West Indies 169 (37.1) |
|                       |           |            |   |                        |

Indien gewann den Münzwurf und entschied sich als Schlagmannschaft zu beginnen. Sie hatten zunächst Schwierigkeiten sich zu etablieren und erst der vierte Schlagmann Shreyas Iyer konnte zusammen mit dem fünften Batter Rishabh Pant eine Partnerschaft aufbauen. Zusammen erzielten sie 110 Runs, bevor Pant sein Wicket nach 56 Runs verlor. Es folgte Washington Sundar und Iyer schied nach 80 Runs aus. Sundar setzte sein Spiel an der Seite von Deepak Chahar fort, der 38 Runs erreichte, bevor auch Sundar nach 33 Runs ausschied. Das Innings endete mit einer Vorgabe von 266 Runs für die West Indies. Bester Bowler für die West Indies war Jason Holder mit 4 Wickets für 34 Runs. Auch die West Indies hatten einen schweren Start. Brandon King konnte 14 Runs und Darren Bravo 19 Runs erreichen. Dann konnte sich Kapitän Nicholas Pooran etablieren, der 34 Runs erreichte. Zum Ende des Innings konnten dann Alzarri Joseph 29 Runs und Odean Smith 36 Runs erreichen, was jedoch nicht ausreichte die Vorgabe einzuholen. Als Spieler des Spiels wurde Shreyas Iyer ausgezeichnet.

## Twenty20 Internationals

### Erstes Twenty20 in Kolkata
| 16. Februar Scorecard | Kolkata | West Indies 157-7 (20)       | – | Indien 162-4 (18.5) |
|                       |         | Indien gewinnt mit 6 Wickets |   |                     |

Indien gewann den Münzwurf und entschied sich als Feldmannschaft zu beginnen. Für die West Indies konnte Eröffnungs-Batter Kyle Mayers zusammen mit dem dritten Schlagmann Nicholas Pooran eine Partnerschaft über 47 Runs aufbauen. Mayers verlor nach 31 Runs sein Wicket, während Pooran mehrere Batter an seiner Seite hatte, unter anderem Akeal Hosein mit 10 Runs. Nachdem Kapitän Kieron Pollard an den Schlag gekommen war, schied Pooran nach einem Half-Century über 61 Runs aus. Pooran konnte bis zum Ende des Innings ungeschlagene 24* Runs erzielen. Beste Bowler für Indien waren Ravi Bishnoi mit 2 Wickets für 17 Runs und Harshal Patel mit 2 Wickets für 37 Runs. Für Indien gelang den Eröffnungs-Battern Rohit Sharma und Ishan Kishan eine Partnerschaft über 64 Runs, bevor Sharma nach 40 Runs ausschied. Ihm folgte Virat Kohli, bevor Kishan sein Wicket nach 35 Runs verlor. Kohli schied nach 17 Runs aus und die Partnerschaft von Suryakumar Yadav mit 34* Runs und Venkatesh Iyer mit 24 Runs konnte dann die Vorgabe der West Indies im vorletzten Over einholen. Bester Bowler für die West Indies war Roston Chase mit 2 Wickets für 14 Runs. Als Spieler des Spiels wurde Ravi Bishnoi ausgezeichnet.

### Zweites Twenty20 in Kolkata
| 18. Februar Scorecard | Kolkata | Indien 186-5 (20)         | – | West Indies 178-3 (20) |
|                       |         | Indien gewinnt mit 8 Runs |   |                        |

Indien gewann den Münzwurf und entschied sich als Feldmannschaft zu beginnen. Zunächst konnte für Indien Eröffnungs-Batter Rohit Sharma zusammen mit dem dritten Schlagmann Virat Kohli eine Partnerschaft über 49 Runs aufbauen. Sharma verlor nach 19 Runs sein Wicket und Rishabh Pant war der nächste, Spieler der sich an der Seite von Kohli etablieren konnte. Kohli schied nach einem Half-Century über 52 Runs aus und wurde durch Venkatesh Iyer abgelöst. Iyer und Pant konnte eine Partnerschaft über 76 Runs erreichen, wonach Iyer nach 33 Runs ausschied und Pant das Innings ungeschlagen mit 52* Runs beendete. Bester Bowler für die West Indies war Roston Chase mit 3 Wickets für 25 Runs. Für die West indies konnte sich neben dem Eröffnungs-Batter Brandon King der dritte Schlagmann Nicholas Pooran etablieren. King verlor nach 22 Runs sein Wicket und durch Rovman Powell ersetzt. Pooran und Powell konnten zusammen eine Partnerschaft über 100 Runs erzielen, bevor Pooran nach einem Fifty über 62 Runs ausschied. Powell gelang es danach nicht die Vorgabe der indischen Mannschaft einzuholen und er beendete das Innings mit ungeschlagenen 68* Runs. Die Wickets der Inder wurden durch Bhuvneshwar Kumar, Yuzvendra Chahal und Ravi Bishnoi erzielt. Als Spieler des Spiels wurde Rishabh Pant ausgezeichnet.

### Drittes Twenty20 in Kolkata
| 20. Februar Scorecard | Kolkata | Indien 184-5 (20)          | – | West Indies 167-9 (20) |
|                       |         | Indien gewinnt mit 17 Runs |   |                        |

Die West Indies gewannen den Münzwurf und entschieden sich als Feldmannschaft zu beginnen. Von den Eröffnungs-Battern konnte sich Ishan Kishan zusammen mit dem dritten Schlagmann Shreyas Iyer etablieren. Iyer schied nach 25 Runs aus und Kishan verlor sein Wicket nach 34 Runs. Es folgten Suryakumar Yadav und Venkatesh Iyer, die zusammen die Vorgabe auf 185 Runs, wobei Yadav ein Half-Century über 65 Runs und Iyer ungeschlagene 35* Runs erzielte. Die west-indischen Wickets wurden durch fünf verschiedene Bowler erzielt. Nachdem die west-indischen Eröffnungs-Batter früh ihr Wicket verloren, konnten sich Nicholas Pooran und Rovman Powell etablieren. Powell schied nach 25 Runs aus und später konnte Roston Chase 12 Runs an der Seite von Pooran erreichen. Es folgte Romario Shepherd, der zusammen mit Pooran eine Partnerschaft über 48 Runs erzielte. Pooran verlor nach einem Fifty über 61 Runs sein Wicket, Shepherd nach 29 Runs. Die verbliebenen Batter konnten die indische Vorgabe danach nicht einholen. Bester Bowler für Indien war Harshal Patel mit 3 Wickets für 22 Runs. Als Spieler des Spiels wurde Suryakumar Yadav ausgezeichnet.

## Auszeichnungen

### Player of the Series
Als Player of the Series wurde der folgende Spieler ausgezeichnet.
| Serie   | Player of the Series |
| ------- | -------------------- |
| ODI     | Prasidh Krishna      |
| Tweny20 | Suryakumar Yadav     |

### Player of the Match
Als Player of the Match wurden die folgenden Spieler ausgezeichnet.
| Spiel       | Player of the Match |
| ----------- | ------------------- |
| 1. ODI      | Yuzvendra Chahal    |
| 2. ODI      | Prasidh Krishna     |
| 3. ODI      | Shreyas Iyer        |
| 1. Twenty20 | Ravi Bishnoi        |
| 2. Twenty20 | Rishabh Pant        |
| 3. Twenty20 | Suryakumar Yadav    |